# Голобуцький Петро Володимирович
Петро́ Володи́мирович Голобу́цький (13 вересня 1938, Краснодар — 2010, Київ) — завідувач (1992—2000) відділу бібліотечних зібрань та історичних колекцій Інституту книгознавства Національної бібліотеки України імені В. І. Вернадського (далі — ВБЗІК ІК НБУВ).
П. В. Голобуцький викладав у Київському державному інституті культури, був професором кафедри суспільних дисциплін Київської академії водного транспорту, науковим редактором «Енциклопедії історії України», багатолітнім педагогом.

## Життєпис
Аспірант кафедри філософії гуманітарних наук за період 1963/64 — 2013/14 роки. Керівник доц. Бичко І. В.;
кандидат філософських наук.

## Родина
- Батько, Голобуцький Володимир Олексійович (1903—1993)
- Старший брат, Ігор.[1][3]

## Вибори
Республіканська Християнська партія.

## Праці
- Голобуцький П. В. Православ'я: хрещення Русі — правда і вигадки. — Київ: Політвидав України, 1981. — 78 с. (Бесіди з віруючими).
- Голобуцький П. В., Карадобрій Т. А., Ногай М. П. Кілія [Електронний ресурс] // Енциклопедія історії України: Т. 4: Ка-Ком / Редкол.: В. А. Смолій (голова) та ін. НАН України. Інститут історії України. — К.: В-во «Наукова думка», 2007. — 528 с.: іл.
- Голобуцький П. В. Скарб світової культури для нащадків. Бібліотечний вісник. 1993. № 1/2. С.76–77
- Голобуцький П. В. Бібліотека Хрептовичів: люди, події, книги. Рукописна та книжкова спадщина України: археографічні дослідження унікальних архівних та бібліотечних фондів. Київ, 2000. Вип. 5. С. 59–73
- Голобуцький П. В. Українсько-білоруський рід Хрептовичів (Хребтовичів) в історичних подіях XV–початку XVIII ст. Рукописна та книжкова спадщина України: археографічні дослідження унікальних архівних та бібліотечних фондів. К., 1998. Вип. 4. С. 281—291.
- Голобуцький П. В. Леванда Іван Васильович. Енциклопедія історії України. Київ: Наук. думка, 2009. Т. 6: Ла-Мі. С. 73.

З бібліотекознавства та книгознавства
- Голобуцький П. В., Дениско Л. М. Проблеми комплектування та збереження книжкового фонду відділу бібліотечних зібрань та історичних колекцій. Стратегія комплектування фондів наукової бібліотеки: тези доповіді міжнар. наук. конф. (Київ, 8–10 жовт. 1996). Київ, 1996. С. 116—118;
- Голобуцький П. В., Жлудько Е. М. Результати творчості українського народу: (Національна бібліотека України: виникнення і перші роки існування). Бібліотечний вісник. 1993. № 3/4. С. 5–10;
- Голобуцький П. В., Жлудько Е. М. Національна бібліотека як важливий чинник незалежності України. Розбудова держави. Київ, 1993. № 9. С. 53–60;
- Голобуцький П. В., Жлудько Е. М., Селівестова К. Т. Проблеми підготовки фахівців для бібліотек XXI століття. Збірник наукових праць викладачів Київського державного інституту культури. Київ: КДІК,1995. № 2. С. 61–64;
- Голобуцький П. В. Книгознавство та дослідження історії книги в Україні. Енциклопедія історії України. Київ: Наукова думка, 2007. Т. 4: Ка — Ком. 528 с.;
- Голобуцький П. В. Бібліотека Хрептовичів: люди, події. Книги. Рукописна та книжкова спадщина України: Археографічні дослідження унікальних архівних та бібліотечних фондів. Київ, 2000. Вип. 5. С. 59–73

Укладач бібліографічних покажчиків
- «Києво-Могилянська академія у документах і рідкісних виданнях Центральної наукової бібліотеки ім. В. І. Вернадського. Вип. 1. Київ, 1995»
- «Петро Могила (1596—1647): бібліографічний покажчик. Київ, 2003»

- П. В. Голобуцький, Н. І. Моісеєнко, З. І. Хижняк. Петро Могила (1596—1647): бібліографічний покажчик / редкол.: О. С. Онищенко (голова) та ін. / НАН України, Нац. б-ка України ім. В. І. Вернадського, Нац. ун-т "Києво-Могилян. акад. — Київ: НБУВ, 2003. — 247 с. : іл. — ISBN 966-02-2851-1